# Satu Mare (Suceava)
Satu Mare est une commune roumaine située dans le județ de Suceava.